# Phares de Grassy Island
Les phares de Grassy Island (en anglais : Grassy Island Range Lights), sont une paire de feux directionnels désactivés du lac Michigan situé sur la petite île de Grassy, dans l'entrée du port de Green Bay dans le comté de Brown, Wisconsin.
Ces phares sont inscrits au Registre national des lieux historiques depuis le 12 janvier 2005 sous le n° 04001484.

## Historique
Ces feux d'alignement  ont été établis en 1872 pour guider le trafic à travers le chenal menant au port de Green Bay. Ils ont été désactivés en 1966 et déplacés sur le rivage lors de l'élargissement du chenal.
Les deux tours étaient en grande partie identiques à l'exception de leurs hauteurs : tours pyramidales en bois indépendantes couvertes de bardeaux, surmontées de lanternes octogonales. Leur lentille de Fresnel du sixième ordre émettait une lumière blanche fixe. Les lumières, fonctionnant à l'origine avec des lampes à acétylène, ont été automatisés en 1934 .Dans le même temps, la caractéristique des deux feux est passée au vert, le feu avant clignotant également, afin de contraster avec les lumières de la ville.
En 1998, les deux tours ont été déplacées vers un brise-lames au bord de la propriété du Green Bay Yacht Club, et elles ont subi une longue restauration, puis ont été remises en service en 2005, à titre privé.
Identifiant : ARLHS : USA-334 et 339 .

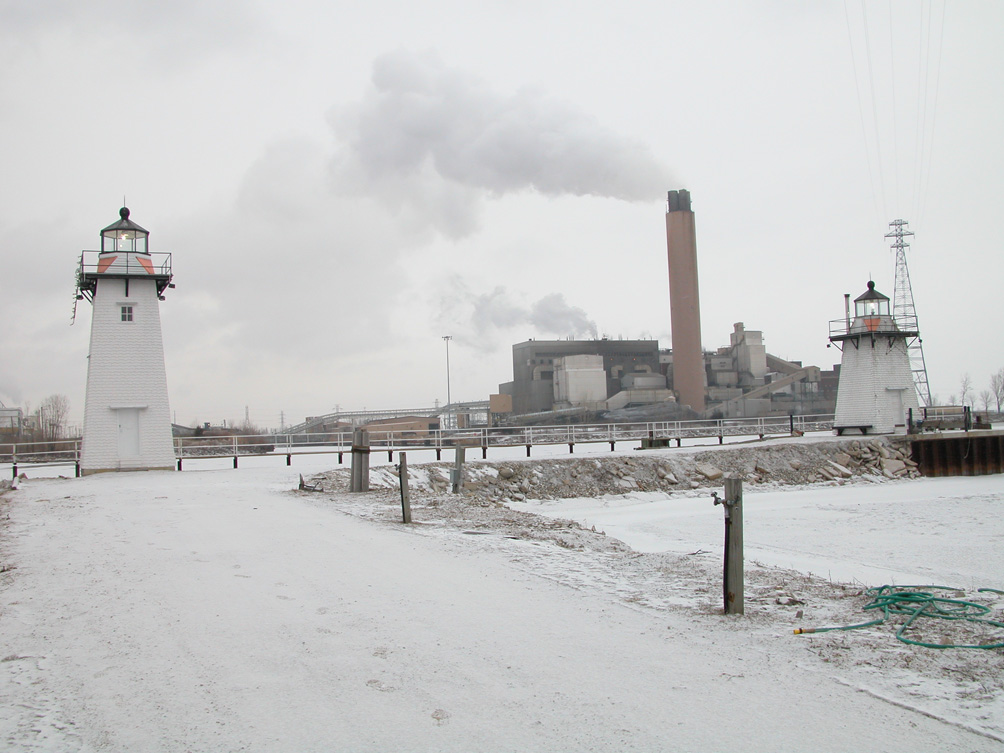
Les phares (photo Uscg)

### Lien connexe
- Liste des phares du Wisconsin